# Pterodon
Это статья об игровой компании. Название происходит из изменённого наименования вымершего летающего ящера птеранодона. Статью о птеранодоне см. здесь.
Pterodon — компания-разработчик компьютерных игр, располагавшаяся в Чехии.

## История компании
Согласно официальным данным, компания была основана в 1998 году, однако это не соответствует тому, что 1994 году была выпущена игра 7 Dní a 7 Nocí, в жанре квеста c эротическими элементами, в авторстве которой также значится Pterodon, а также квест Tajemství Oslího ostrova, пародия на The Secret of Monkey Island.
В 1998 году выпущена стратегия Hesperian Wars, указываемая часто как первая игра компании.
В 2000 году выпущена Flying Heroes (русское название — «Рыцари поднебесья», издатель — 1С), созданная совместно с Illusion Softworks. Она выполнена в жанре шутера от первого лица в стилистике фэнтези и использовала собственный игровой движок Ptero-Engine, доработанная версия которого позднее применялась и в более поздних проектах. Несмотря на сравнительно небольшую популярность, получила хорошие оценки от критики и игроков. Было разработано также дополнение для Flying Heroes, но официальный релиз не состоялся по неизвестным причинам.
В 2003 году был выпущен военный 3D-шутер Vietcong, темой которого стала война во Вьетнаме, а позднее в продажу поступило несколько самостоятельных дополнений для игры. Оригинальная игра продалась тиражом более одного миллиона копий и стала одной из самых продаваемых игр на платформе ПК на тот момент. Спустя несколько лет, в 2005 году вышло полноценное продолжение — Vietcong 2.
В 2008 году была объединена с Illusion Softworks (позднее реорганизована в 2K Czech).

## Разработанные игры
- 1994 — 7 Dní a 7 Nocí (ПК)
- 1994 — Tajemství Oslího ostrova (ПК)
- 1999 — Hesperian Wars (ПК)
- 2000 — Flying Heroes[англ.] (совместно с Illusion Softworks) (ПК)
- 2003 — Vietcong (ПК)
  - 2004 — Vietcong: Fist Alpha (аддон) (ПК)
- 2004 — Vietcong: Purple Haze (ПК, Xbox, PlayStation 2) 
  - 2005 — Vietcong: Red Dawn (аддон) (ПК, Xbox, PlayStation 2)
- 2005 — Vietcong 2 (совместно с Illusion Softworks) (ПК)
  - 2005 — Vietcong: Fist Bravo (ПК) (бесплатный аддон)
- Отменено — аддон для Flying Heroes (ПК)
- Отменено — Moscow Rhapsody (шутер, совместно с Illusion Softworks) (ПК)